# McDonnell Douglas F-15 Eagle
F-15 Eagle (Đại bàng) của hãng McDonnell Douglas (đã sáp nhập vào Boeing) là một kiểu máy bay tiêm kích chiến thuật 2 động cơ phản lực hoạt động trong mọi thời tiết, được thiết kế để chiếm lĩnh và duy trì ưu thế trên không trong chiến đấu. Nó được phát triển cho Không quân Hoa Kỳ và bay lần đầu tiên vào ngày 27 tháng 7 năm 1972. Phiên bản cải tiến F-15E Strike Eagle (Phi Ưng) là kiểu máy bay tiêm kích kết hợp cường kích hoạt động trong mọi điều kiện thời tiết được đưa vào hoạt động từ năm 1989. F-15 dự định sẽ được phục vụ trong Không Quân Hoa Kỳ đến năm 2025, nhưng có lẽ thời hạn này sẽ kéo dài hơn do kiểu máy bay dự định thay thế F-15 là F-22 Raptor chỉ được sản xuất với số lượng nhỏ do giá thành quá cao.

## Lịch sử phát triển
Người Mỹ bắt tay vào chế tạo tiêm kích thế hệ 4 từ năm 1968, sớm hơn Liên Xô. Hiệu quả thấp của tiêm kích F-4 Phantom trong chiến tranh ở Việt Nam đã làm họ thất vọng.
Vào tháng 8 năm 1968, một yêu cầu đề xuất (Request For Proposal/RFP) mới đã được chuẩn bị cho một máy bay tiêm kích một chỗ ngồi có trọng lượng cất cánh tối đa 18.000 kg để đảm trách vai trò không chiến với tốc độ lớn nhất Mach 2,5 và tỷ lệ lực đẩy trên trọng lượng gần 1:1.
Máy bay được trang bị 2 động cơ nhằm đáp ứng thay đổi lực đẩy nhanh chóng hơn và có thể cung cấp sự tương đồng với chương trình VFX của Hải quân Mỹ.
Tuy nhiên, chi tiết của hệ thống điện tử hàng không phần lớn là không xác định, vì nó không rõ ràng để chế tạo một máy bay lớn với radar mạnh mẽ có thể phát hiện địch ở phạm vi xa hơn, hoặc một máy bay nhỏ hơn khiến cho radar đối phương khó phát hiện nó.
Bốn công ty đệ trình đề xuất, Không quân đã loại bỏ General Dynamics và trao hợp đồng cho Fairchild Republic, North American Rockwell và McDonnell Douglas cho giai đoạn định nghĩa vào tháng 12 năm 1968. Các công ty nộp bản thiết kế kỹ thuật vào tháng 6 năm 1969.
Không quân Mỹ tuyến bố McDonnell Douglas là người giành được hợp đồng vào ngày 23/12/1969. Bản thiết kế kỹ thuật của McDonnell thắng cuộc có mã là 199B do McAir (một nhánh của McDonnell Douglas) thiết kế.
Bản thiết kế kỹ thuật 199B là kết quả của sự cố gắng trong 2,5 triệu giờ làm việc, với khoảng 37.500 trang giấy đề xuất.
Công việc thiết kế của Mc Air và nỗ lực phát triển tiếp theo được dẫn dắt bởi tổng giám đốc Donald Malvern, trưởng phòng thiết kế của McAir, George Graff, với người hỗ trợ là Bob Little, kỹ sư và nguyên trưởng phi công thử nghiệm.
Nguyên mẫu F-15 đầu tiên, F-15A-1-MC (71-0280) được đưa ra khỏi nhà máy St.Louis của McAir vào ngày 26 tháng 6 năm 1972. Vào thời điểm này, chương trình theo cơ bản là đúng tiến độ, với mức chi phí bỏ ra thấp hơn so với mục tiêu đề ra.
Mặc dù khung thân và hệ thống điện tử đã đúng tiến độ, nhưng động cơ vẫn còn trong quá trình nghiên cứu.
Tổng chi phí bỏ ra cho chương trình F-15 trong năm 1969 là 77,5 triệu USD, với 174,9 triệu USD trong năm 1970; 349,5 triệu USD trong năm 1971; 420,5 triệu trong năm 1972 và 454,5 triệu USD trong năm 1973. Đó là chi phí nghiên cứu và phát triển, cộng thêm 421,6 triệu USD để sản xuất 30 máy bay đầu tiên.
Sau khi lăn bánh ra khỏi St. Louis, nguyên mẫu F-15A-1-MC đầu tiên được tháo ra và vận chuyển đến căn cứ Không quân Edward bằng máy bay vận tải Lockheed C-5A Galaxy.
Sau đó nó được lắp ráp lại, thử nghiệm hệ thống và thực hiện chuyến bay đầu tiên kéo dài 50 phút vào lúc 8h21' ngày 27 tháng 7 năm 1972, do trưởng phi công thử nghiệm của McAir tên là Irving. L. Burrows điều khiển.
Trong chuyến bay này, nguyên mẫu F-15A-1-MC đạt trần bay 3.657 m với tốc độ 515 km/h. Chỉ trong tuần đầu tiên, nó đã có số giờ bay là 4 giờ 48 phút, tốc độ tối đa đạt được là Mach 1,5 ở độ cao 13.716 m.
Trong 2 tháng tiếp theo, Irving. L. Burrows và Peter Garrison đã có tổng số giờ bay với F-15A-1-MC là 40 giờ. Chuyến bay thứ 1.000 hoàn thành vào tháng 8 năm 1973, trong chuyến bay này F-15A-1-MC đạt tốc độ Mach 2,3 ở độ cao 18.288 m.

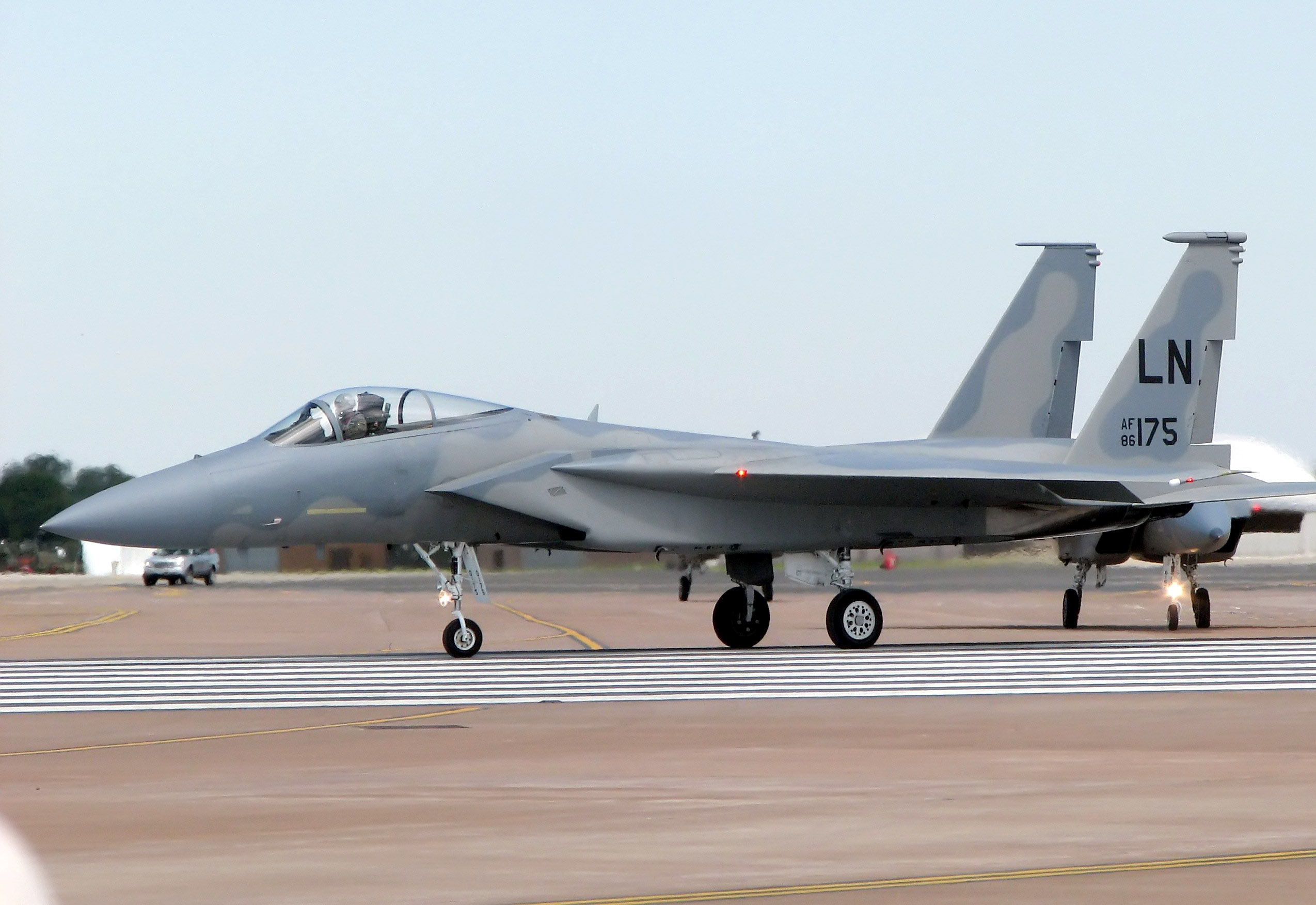
F-15C của Không lực Mỹ trên đường lăn chuẩn bị cất cánh

## Thiết kế

### Tổng quát về máy bay F-15

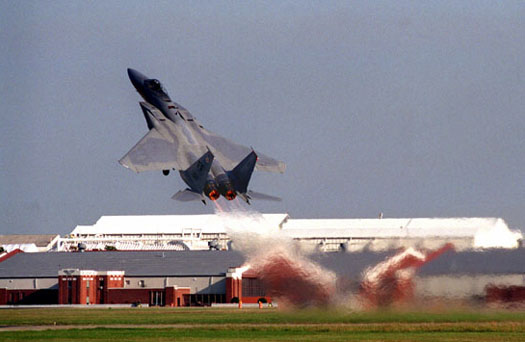
Cất cánh F-15.

F-15 có thiết kế thân máy bay kiểu nửa liền (semi-monocoque fuselage) bằng kim loại với vai đỡ cánh lớn và cánh chính có diện tích rộng.
Cánh đuôi đứng của F-15 được làm từ nhôm và composite với cấu trúc tổ ong, bên ngoài làm bằng vật liệu composite giữa sắt và bo. Dẫn đến một cánh đuôi đặc biệt mỏng và cánh lái bằng composite.
F-15 có một phanh gió gắn trên lưng và càng đáp 3 bánh có thể thu vào trong thân. Nó được trang bị 2 động cơ turbine phản lực Pratt & Whitney F100, cửa lấy khí có tấm trượt chỉnh dòng khí (intake ramp) để tạo ra sóng xung kích nhằm giúp máy bay đạt tốc độ siêu âm.
Buồng lái được đặt cao trên thân máy bay phía trước với một kính chắn gió nắp buồng lái hình vòm lớn để tăng trường nhìn cho phi công. Khung máy bay bắt đầu kết hợp các thành phần làm từ titanium siêu bền trong những năm 1980.
Khả năng cơ động của F-15 bắt nguồn từ tải trọng thấp của cánh (tỷ lệ giữa trọng lượng và diện tích cánh) với tỷ lệ lực đẩy trên trọng lượng cao, cho phép máy bay rẽ gắt mà không bị mất tốc độ khi bay.
Chiếc F-15 có thể đạt trần bay 10.000 m trong khoảng 60 giây. Lực đẩy của 2 động cơ lớn hơn trọng lượng của máy bay, do đó tạo cho nó khả năng tăng tốc khi bay thẳng đứng. Hệ thống điều khiển vũ khí được thiết kế một cách an toàn và hiệu quả, giúp phi công thuận lợi trong quá trình không chiến.
F-15A và F-15C là các biến thể một chỗ ngồi, đây là những phiên bản ưu thế trên không. F-15B và F-15D là các phiên bản 2 chỗ ngồi dùng để huấn luyện. F-15E là phiên bản đa năng với ghế thứ hai dành cho phi công hoa tiêu.

F-15 có một điểm độc đáo so với máy bay tiêm kích hiện đại khác: nó không có các tấm che ống xả động cơ hình lông gà tây. Điều này là do thiết kế cánh hoa của ống xả trên F-15 có vấn đề và các tấm che có thể rơi ra trong khi bay; do đó nó được gỡ bỏ, kết quả là tăng 3% lực kéo khí động học.

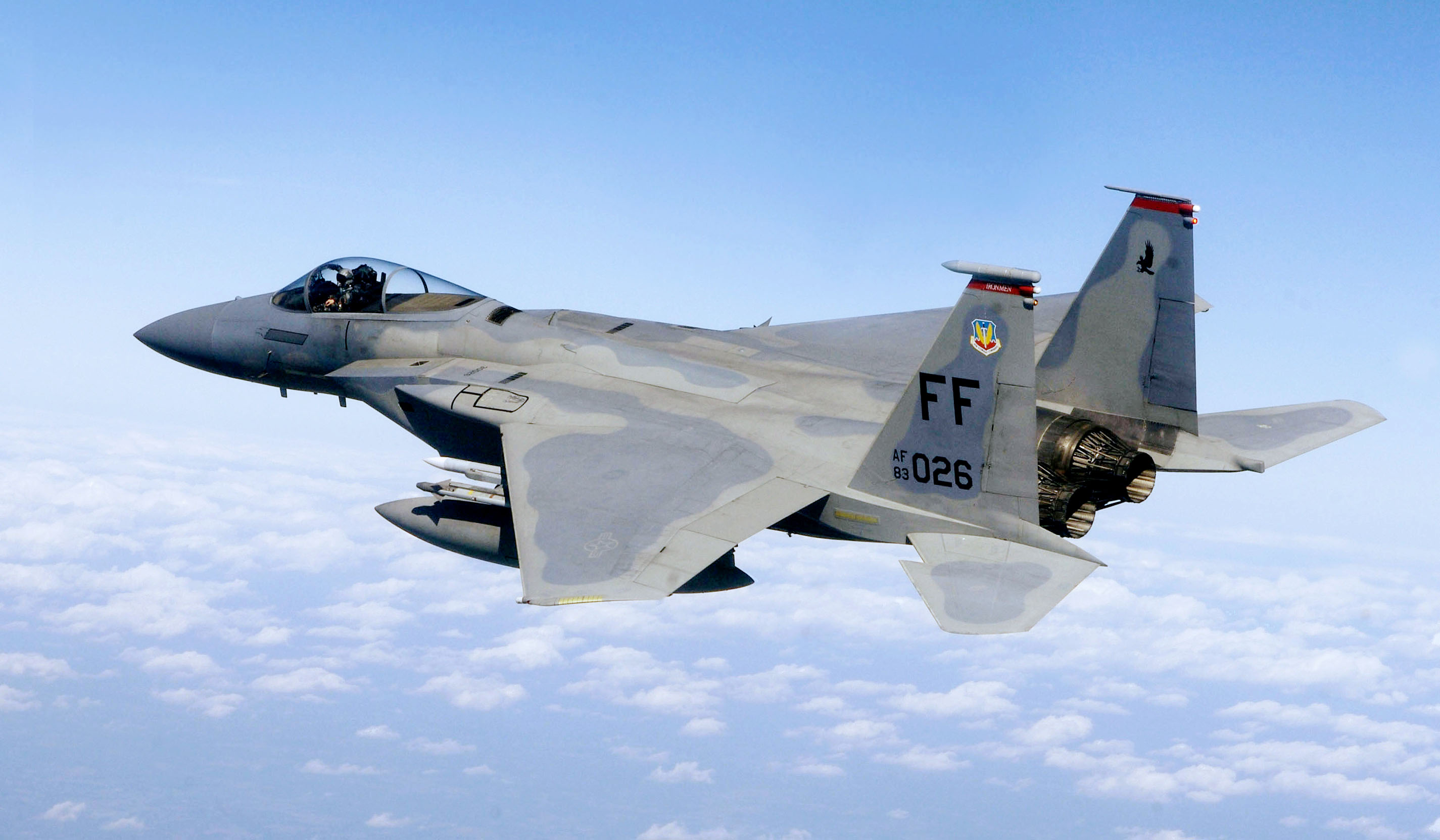
Cận cảnh một chiếc F-15C với cánh chính có diện tích rộng gắn ở trên vai máy bay, 2 cánh đuôi đứng mỏng, 2 động cơ được đặt 2 bên và sát nhau, buồng lái đặt cao trên thân phía trước và có trường nhìn rộng.

### Hệ thống điện tử

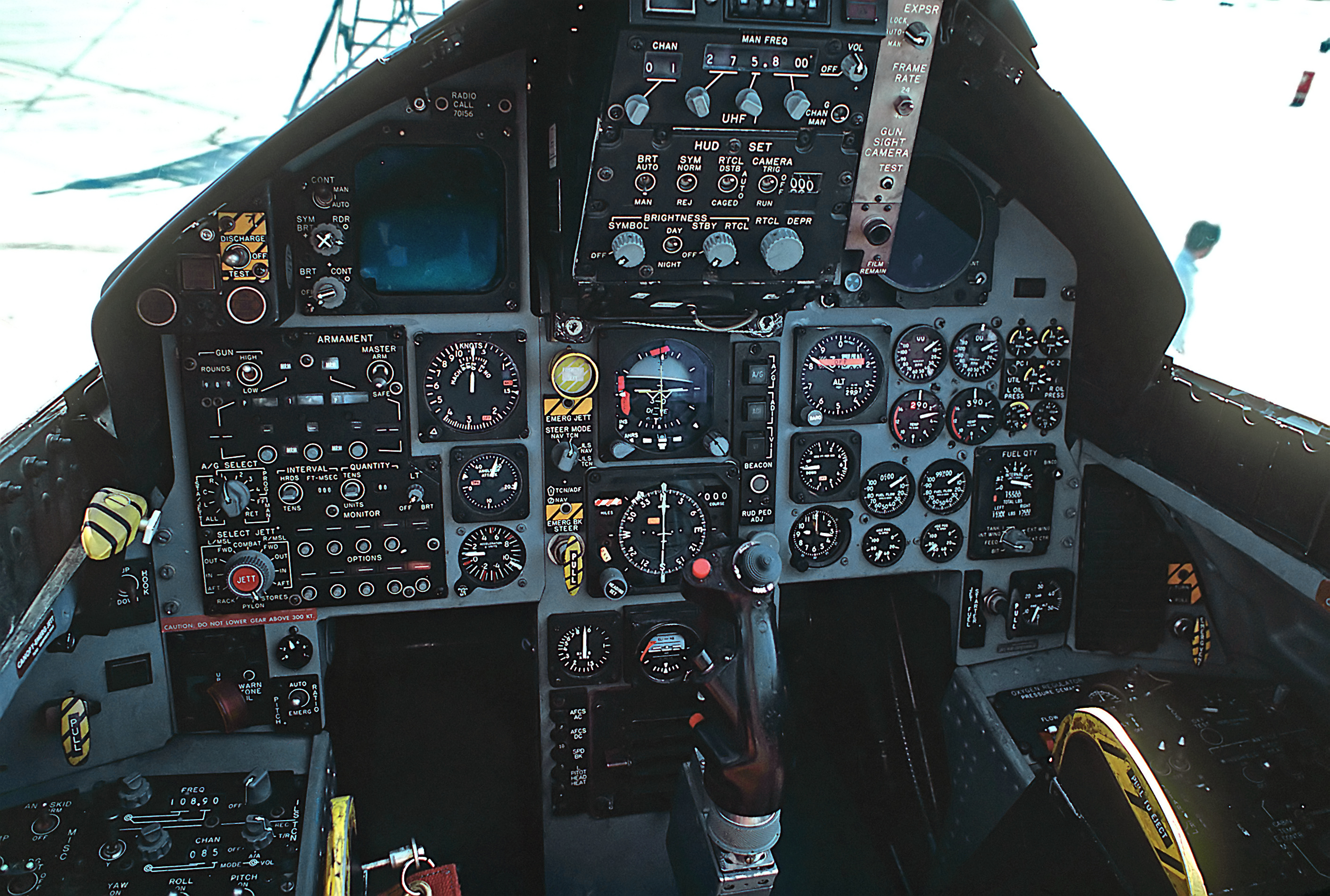
Buồng lái F-15

Hệ thống điện tử hàng không trên các phiên bản F-15 gồm có hệ thống dẫn đường quán tính AN/ASN-109, thiết bị liên lạc dùng băng tần UHF, hệ thống phân biệt bạn thù Halzeltine AN/APX-76, hệ thống cảnh báo radar Loral AN/ALR-56.
Bên cạnh đó là hệ thống cảnh báo tác chiến điện tử Magnavox AN/ALQ-128, hệ thống gây nhiễu Northrop Grumman Electronic Systems ALQ-135, hệ thống phóng mồi bẫy Marconi AN/ALE-45.

### Radar
Phiên bản F-15A và F-15B đời đầu được trang bị radar Doppler dùng băng sóng X AN/APG-63 do Hughes Aircraft (nay là Raytheon) phát triển.
Hệ thống radar băng sóng X xung Doppler này được thiết kế cho nhiệm vụ phát hiện và theo dõi các mục tiêu trên không cũng như trên mặt đất; nó có chế độ nhìn lên (look up) và nhìn xuống (look down), theo dõi các mục tiêu bay thấp mà không bịm lẫn bởi sự nhiễu tạp trên mặt đất.
AN/APG-63 có thể phát hiện và theo dõi máy bay, các mục tiêu tốc độ cao và diện tích phản xạ radar nhỏ ở khoảng cách trên 160 km. Radar cung cấp dữ liệu thông tin mục tiêu vào máy tính trung tâm của F-15 nhằm triển khai vũ khí phù hợp.
Năm 1979, radar AN/APG-63 được kết hợp với một phần mềm lập trình xử lý tín hiệu (Programmable Signal Processor/ PSP).
Phần mềm này cho phép hệ thống được sửa đổi để tích hợp chế độ mới và vũ khí thông qua các phần mềm tái lập trình mà không phải trang bị thêm phần cứng. Radar AN/APG-63 với PSP được trang bị cho F-15A/B và những chiếc F-15C/D loạt đầu.
Năm 1980, Hughes Aircraft phát triển radar AN/APG-70 có độ tin cậy cao và bảo trì dễ dàng hơn so với AN/APG-63. Ngoài ra, công nghệ mảng pha giúp AN/APG-70 kết hợp các chế độ mới với khả năng hoạt động được nâng cao.
Để giảm chi phí sản xuất, nhiều module của AN/APG-70 dùng chung với radar AN/APG-73 của F/A-18, trong khi máy tính/bộ xử lý dùng chung đến 85% các thành phần của radar AN/APG-71 trên F-14.
AN/APG-70 ban đầu dự định lắp trên các mẫu F-15C/D sản xuất sau này, nhưng chúng đã được thay thế bằng AN/APG-63(V)1. Hiện tại AN/APG-70 đã ngừng sản xuất nhưng vẫn còn trong biên chế với 2 phiên bản nội địa và xuất khẩu.
Phiên bản nội địa chỉ trang bị trên F-15E Strike Eagle của Không quân Mỹ, còn bản xuất khẩu thì sử dụng trong F-15I Ra’am của Israel và F-15S của Ả Rập Xê Út.
Cả hai phiên bản radar này đều giống nhau ở khả năng không chiến nhưng khác nhau ở khả năng đối đất. Cụ thể, độ phân giải của tia Doppler (Doppler Beam Sharpening/DBS)/ vẽ bản đồ/ radar khẩu độ tổng hợp (SAR) ở bản nội địa tốt hơn gấp 3 lần so với bản xuất khẩu.
Đến năm 1990, Hughes Aircraft phát triển AN/APG-63(V)1 nhằm thay thế AN/APG-63. AN/APG-63(V)1 được hiện đại hóa phần cứng và cung cấp cơ hội nâng cấp chế độ đáng kể để giải quyết những yêu cầu của người dùng.
AN/APG-63(V)1 lắp đặt cho F-15C/D, hiệu suất được cải thiện và tăng gấp 10 lần độ tin cậy. Loại radar này có khả năng theo dõi 14 mục tiêu và đồng thời tấn công 6 mục tiêu cùng lúc.
AN/APG-63(V)2 là radar quét mảng pha điện tử chủ động (AESA) đầu tiên được Raytheon thiết kế và chế tạo cho F-15C vào năm 2000, đây là loại radar nâng cấp cho máy bay F-15C của Không quân Mỹ.
Được giữ lại các hệ thống điều khiển và hiển thị gần như giống hệt với người tiền nhiệm của nó là AN/APG-63(V)1, hệ thống mới bổ sung thêm một mảng quét điện tử chủ động. Ngoài ra công nghệ AESA tăng đáng kể năng lực nhận thức tình huống, đồng thời tăng cường độ tin cậy và khả năng bảo trì.
Radar AESA có tia phát sóng nhanh nhẹn, cung cấp thông tin cập nhật theo dõi gần như tức thời và theo dõi được nhiều mục tiêu cùng lúc.
AN/APG-63(V)2 tương thích với tải trọng vũ khí của F-15C và cho phép phi công tận dụng đầy đủ các tính năng của tên lửa không đối không AIM-120 AMRAAM, đồng thời hướng dẫn cho nhiều tên lửa tới một số mục tiêu ở khoảng cách trong góc phương vị, độ cao hoặc phạm vi.
Trong tháng 12 năm 2000, Công ty Boeing đã chuyển giao cho không quân Mỹ chiếc máy bay cuối cùng trong tổng số 18 chiếc F-15C tân trang lại bằng radar AN/APG-63(V)2.
Raytheon AN/APG-63(V)3 là radar AESA kết hợp giữa phần mềm của radar AN/APG-63(V)2 và phần cứng của radar AN/APG-79 trên F/A-18E/F Super Hornet để tạo ra một hệ thống với hiệu suất cao cũng như đáng tin cậy và giá cả hợp lý.
Máy bay tiêm kích đa năng F-15SA của Ả Rập Xê Út và F-15SG của Singapore đã được trang bị loại radar này. Raytheon cũng đang thực hiện hợp đồng nâng cấp các máy bay F-15C của Vệ Binh Quốc gia (Air National Guard/ ANG).

### Động cơ Pratt & Whitney F100
Trong năm 1967, Không quân và Hải quân Mỹ đã đưa ra một yêu cầu về loại động cơ chung cho F-14 Tomcat và F-15 Eagle.
Chương trình kết hợp được gọi là Động cơ turbine khí tiên tiến (Advanced Turbine Engine Gas Generator/ ATEGG) với mục tiêu cải thiện lực đẩy và giảm trọng lượng để đạt được tỷ lệ lực đẩy trên trọng lượng là 9.
Các nhà quản lý yêu cầu đề xuất và Pratt & Whitney trúng thầu và ký hợp đồng vào năm 1970 để sản xuất động cơ F100-PW-100 cho Không quân Mỹ và động cơ F401-PW-400 cho Hải quân Mỹ.
Hải quân sẽ cắt giảm và sau đó hủy bỏ đơn đặt hàng của mình, lựa chọn động cơ Pratt & Whitney TF30 từ F-111 để tiếp tục sử dụng cho F-14. Còn động cơ F100-PW-100 được Không quân Mỹ trang bị cho F-15.
Động cơ F100-PW-100 đầu tiên được lắp vào chiếc F-15A-1-MC (71-0280) năm 1972 với một lực đẩy là 106,4 kN.
Do tính chất tiên tiến của động cơ và máy bay, nhiều vấn đề đã gặp phải trong những ngày đầu hoạt động bao gồm sự mài mòn cao, thất tốc và khó đốt nhiên liệu lần 2. Vấn đề sớm được giải quyết trong các động cơ F100-PW-220 mới và động cơ này được sử dụng bởi Không quân Mỹ cho đến ngày nay.

## Vũ khí

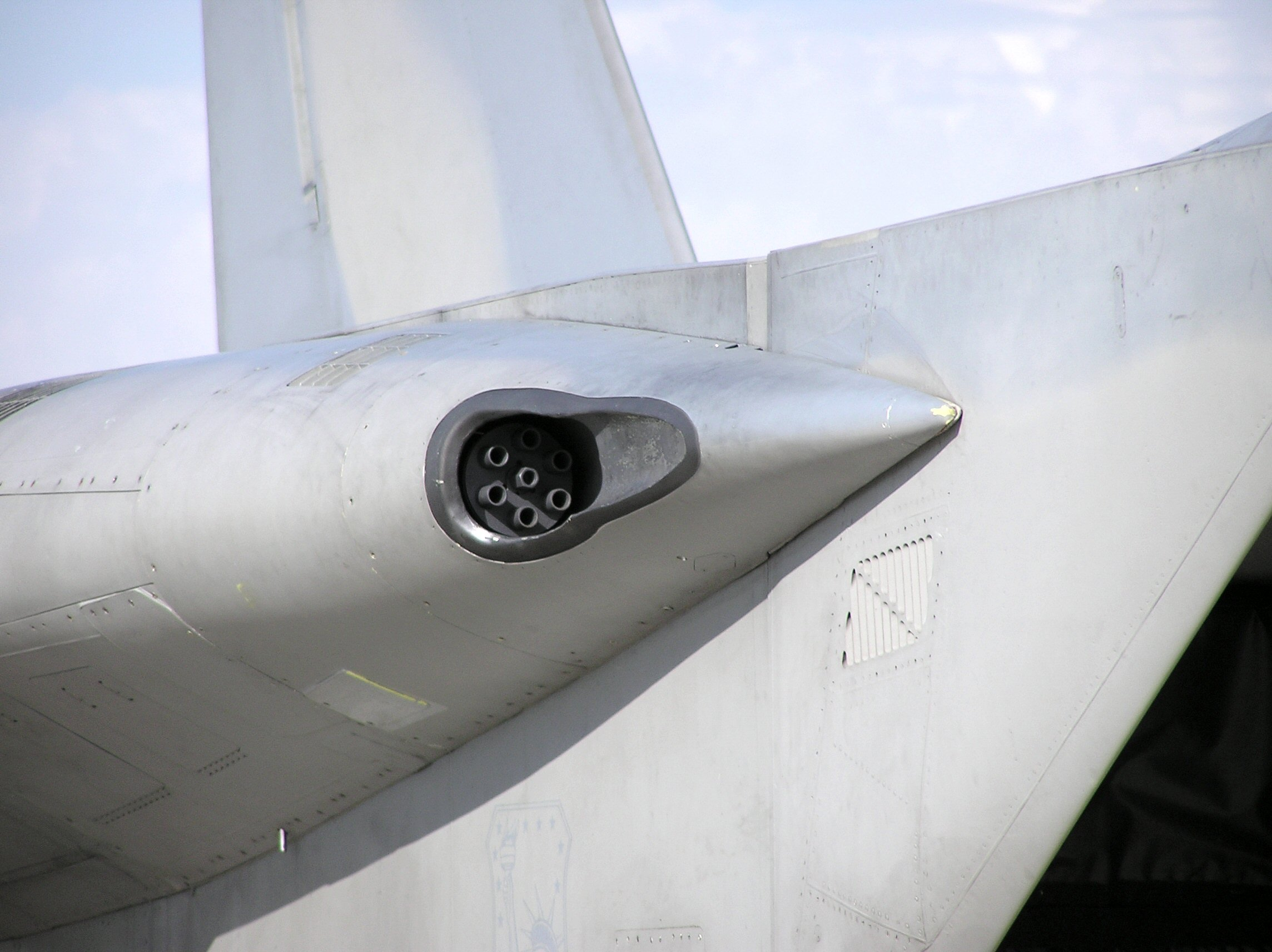
Giá súng M61 Vulcan phía phải cửa hút gió động cơ.

Tất cả các phiên bản F-15 đều được trang bị 1 khẩu pháo nòng xoay 20 mm M61 Vulcan với 940 viên đạn ở gốc cánh phải.
Ở các phiên bản F-15A/B/C/D có 11 giá treo với tải trọng là 7.300 kg và chỉ mang các loại vũ khí dùng để không chiến bao gồm:
- Tên lửa không đối không: 4 x AIM-9 Sidewinder; 4 x AIM-7 Sparrow; 8 x AIM-120 AMRAAM.
- Thiết bị phụ: 3 x thùng nhiên liệu phụ 2.300 lít.
Phiên bản F-15E có 13 giá treo vũ khí với các giá treo trên thùng nhiên liệu hòa nhập khí động (Conformal Fuel Tank/ CFT), nâng tổng số giá treo lên 21 và có tải trọng vũ khí là 10.400 kg bao gồm:
- Tên lửa không đối không: 4 x AIM-9 Sidewinder; 4 x AIM-7 Sparrow; 8 x AIM-120 AMRAAM.
- Tên lửa không đối đất: 6 x AGM-65 Maverick; 2 x AGM-84H/K SLAM-ER (Standoff Land Attack Missile - Expanded Response); 2 x AGM-130; 3 x AGM-158 JASSM (Joint Air-to-Surface Standoff Missile).
- Tên lửa chống hạm: 2 x AGM-84 Harpoon.
- Bom dẫn đường: 2 x GBU-15; 3 x GBU-10 Paveway II; 8 x GBU-12 Paveway II; 3 x GBU-24 Paveway III; 4 x GBU-27 Paveway III; 3 x GBU-28 "Deep Throat"; 5 x GBU-31 JDAM (Joint Direct Attack Munition); 12 x GBU-38 JDAM; 12 x GBU-54 LaserJDAM; 20 x GBU-39 SDB (Small Diameter Bomb); 3 x AGM-154 JSOW.
- Bom không dẫn đường: 30 x Mark 82; 5 x Mark 84; 30 x CBU-87/103 CEM (Combine Effect Munition); 24 x CBU-89/104 Gator; 24 x CBU-97/105 SFW (Sensor Fuzed Weapon); 24 x CBU-107 PAW (Passive Attack Weapon).
- Bom hạt nhân: 5 x B61.
- Thiết bị phụ: 3 x thùng nhiên liệu phụ 2.300 lít.
- Thiết bị chỉ thị mục tiêu có vỏ bọc LITENING hoặc Lockheed Martin Sniper XR.
- Thiết bị tác chiến điện tử AN/ALQ-131.
- Hệ thống dẫn đường có vỏ bọc LANTIRN (Low Altitude Navigation and Targeting Infrared for Night).

## Lịch sử hoạt động
Quốc gia sử dụng loại F-15 lớn nhất là Không lực Hoa Kỳ.

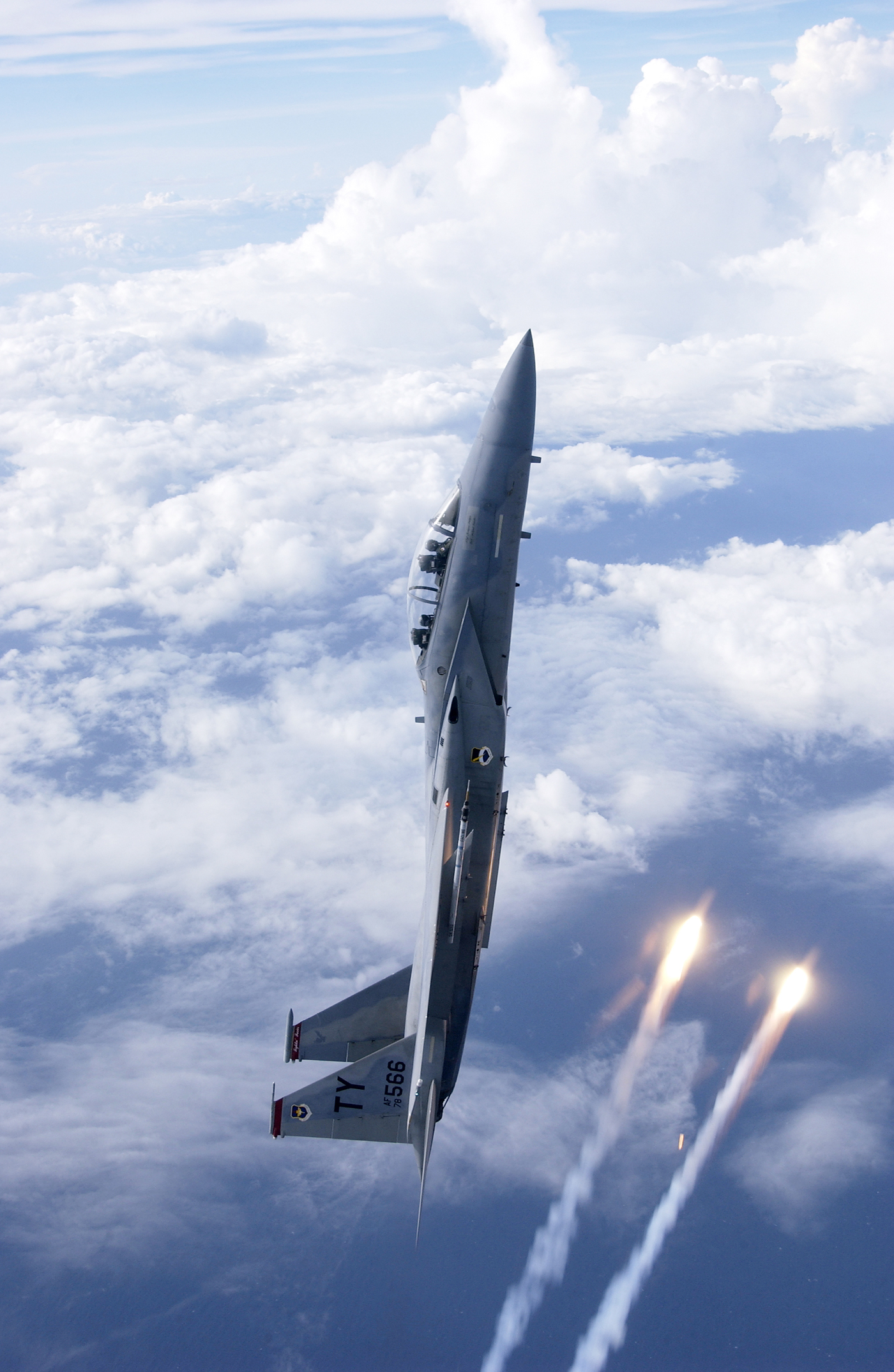
F-15D thuộc Phi đội Chiến đấu 325 có căn cứ tại Tyndall AFB, đang thả pháo sáng

Tỷ lệ tai nạn của F-15 bắt đầu tăng cao từ những năm 2000 do tình trạng máy bay lão hóa như hiện tượng kim loại bị mòn với hàng loạt các vấn đề khác về cấu trúc và bảo trì cùng các bộ phận lỗi thời, gây ảnh hưởng đến sự an toàn cho các phi công điều khiển chúng.
Tới năm 2005, F-15 thuộc mọi lực lượng không quân đã có thành tích tiêu diệt hàng chục máy bay trong các trận không chiến (được tuyên bố bởi các bên sử dụng nó, ngoại trừ trường hợp một chiếc F-15J của Nhật Bản bắn rơi một chiếc F-15J khác năm 1995 vì một tên lửa AIM-9 Sidewinder hoạt động không chuẩn xác trong một cuộc huấn luyện không chiến sử dụng đạn thật).
Tới thời điểm 2018, các phiên bản giành ưu thế trên không của F-15 (các phiên bản F-15A/B/C/D) của Hoa Kỳ và Israel được họ tuyên bố chưa từng bị máy bay tiêm kích đối thủ nào bắn hạ. Tuy nhiên, theo tuyên bố của các đối thủ của Mỹ và Israel thì đã có khoảng 10 - 11 chiếc F-15 bị tiêm kích của họ bắn rơi hoặc bắn hư hại nặng

### Không chiến Israel - Syria
Hơn một nửa những chiến công của F-15 thuộc các phi công Không quân Israel. Chiến công đầu tiên của F-15 thuộc phi công xuất sắc người Israel Moshe Melnik năm 1979. Năm 1979–81, trong những cuộc tranh chấp biên giới giữa Israel và Liban, Israel tuyên bố những chiếc F-15A của họ đã bắn hạ 13 chiếc MiG-21 "Fishbeds" và 2 chiếc MiG-25 "Foxbats" của Syria, hai chiếc sau là đối thủ mà F-15 được thiết kế để chống lại. 
Các phiên bản F-15A và B được Israel sử dụng trong chiến dịch Thung lũng Bekaa. Trong cuộc Chiến tranh Liban năm 1982, những chiếc F-15 của Israel được họ tuyên bố đã bắn hạ 40 chiếc máy bay phản lực của Syria (23 MiG-21 "Fishbeds" và 17 MiG-23 "Floggers") và một máy bay trực thăng Gazelle SA.342L của Syria.
Ngược lại, Không quân Syria tuyên bố có 3 chiếc F-15 của Israel đã bị MiG-23 của họ bắn hạ và thêm 2 chiếc khác bị MiG-21 bắn hạ vào năm 1982. Không quân Israel thì xác nhận có ít nhất 1 chiếc F-15 bị hư hại do trúng tên lửa từ MiG-21 vào ngày 9/6/1982, quả tên lửa đã phá tan một động cơ của chiếc F-15 nhưng nó vẫn cố hạ cánh về sân bay bằng động cơ còn lại trước khi bị ngọn lửa bao trùm.
Theo Syria, vào ngày 29/6/1981, MiG-25 của họ đã bắn hạ một chiếc F-15 của Israel bằng hai tên lửa R-40. Theo đó, MiG-25PDS của họ đã đóng giả một chiếc trinh sát MiG-25R bằng cách bay rất cao và nhanh theo hướng Beirut. Khi 8 chiếc F-15 của Israel lao tới đánh chặn, MiG-25 đã phóng 2 tên lửa R-40 - một quả từ khoảng cách 37 dặm, 1 quả từ khoảng 31 dặm, nằm ngoài phạm vi bắn trả của tên lửa AIM-7F Sparrow, loại tên lửa không đối không tầm xa nhất trong kho vũ khí của Israel vào năm 1981. Theo Syria, chiếc F-15 trúng đạn đã lao xuống biển ngoài khơi tỉnh Tyre, phi công Israel được cho là đã kịp nhảy dù. Người Israel thì phủ nhận việc này, và tuyên bố F-15 của họ đã bắn hạ MiG-25 bằng tên lửa Sparrow
Vào ngày 3 tháng 7 năm 1982, 8 chiếc MiG-21 của Syria đã đụng độ với 4 chiếc F-15 và Mirage IIICJ hoặc Kfirs của Israel tại không phận Beirut. Người Syria tuyên bố đã bắn hạ một F-15. Không có một ấn phẩm nào được biết đến của Israel đề cập đến trận không chiến này, mặc dù trận chiến này đã được chứng kiến bởi hàng chục người trên mặt đất và được các phương tiện truyền thông Lebanon đưa tin rộng rãi.

### Không quân Hoa Kỳ
USAF bắt đầu triển khai các máy bay biến thể F-15C, D và E tới Vùng Vịnh Ba Tư vào tháng 8 năm 1990 cho Chiến dịch Lá chắn Sa Mạc và Bão táp sa mạc. Từ đó chúng đã được triển khai để hỗ trợ Chiến dịch Giám sát phía Nam, tuần tra Vùng cấm bay ở phía nam Iraq; Chiến dịch Provide Comfort tại Thổ Nhĩ Kỳ; hỗ trợ cho các chiến dịch của NATO tại Bosnia, và những cuộc triển khai lực lượng viễn chinh của không quân gần đây.
Trong Chiến tranh Vùng Vịnh chống lại lực lượng Iraq, chiếc F-15 chiếm 36 trong số 39 chiến thắng trên không của Không quân Hoa Kỳ. Phía Iraq xác nhận mất 23 chiếc máy bay của mình trong không chiến không đối không. Các máy bay chiến đấu biến thể F-15C và D được sử dụng trong vai trò ưu thế trên không, trong khi biến thể F-15E Strike Eagles được sử dụng trong các cuộc tấn công không đối đất vào ban đêm, tìm kiếm để phá hủy các bệ phóng tên lửa Scud và các đội pháo binh cải tiến sử dụng hệ thống LANTIRN.
Theo Không quân Hoa Kỳ, F-15C của họ đã có 34 lần tiêu diệt (được xác nhận) máy bay của Iraq trong cuộc chiến tranh Vùng Vịnh năm 1991, phần lớn là bằng tên lửa: Năm chiếc Mikoyan MiG-29, hai chiếc Mikoyan MiG-25, tám chiếc Mikoyan MiG-23, hai chiếc máy bay MiG-21, hai chiếc Sukhoi Su-25, bốn chiếc Sukhoi Su-22, một chiếc máy bay Sukhoi Su-7, sáu chiếc Dassault Mirage F1, một chiếc Ilyushin Il-76 máy bay vận tải, một chiếc Pilatus PC-9 huấn luyện, và hai chiếc máy bay trực thăng Mi-8. Sau khi đã giành được ưu thế trên không sau 3 ngày đầu chiến đấu, nhiều chiến công sau này diễn ra trước những chiếc máy bay được cho là đang bỏ chạy sang Iran, chứ không phải cất cánh để tham chiến với các máy bay Mỹ. Chiếc F-15C một chỗ ngồi đã được dùng để giành ưu thế trên không, còn chiếc F-15E được sử dụng nhiều vào những cuộc tấn công không đối đất. Một chiếc F-15E Strike Eagle đã tiêu diệt được một chiếc trực thăng Mi-8 của Iraq với một quả bom dẫn đường bằng laser thay vì bằng tên lửa. Hai chiếc F-15E đã bị bắn rơi bởi hỏa lực phòng không, một chiếc khác bị hư hỏng trên mặt đất bởi một cuộc tấn công bằng tên lửa Scud trên căn cứ không quân King Abdulaziz.
Các nguồn tin Iraq tuyên bố rằng vào ngày 4/1/1991 - 13 ngày trước khi liên quân do Mỹ đứng đầu tiến hành Chiến dịch Bão táp sa mạc - các máy bay chiến đấu của Iraq đã đánh chặn một đội hình F-15 của Israel ở phía tây Iraq và bắn hạ một chiếc F-15 gần căn cứ H-3. Nhiều năm sau, Lữ đoàn trưởng Iraq về hưu Ahmad Sadik còn khẳng định ông đã kiểm tra xác máy bay, trong đó vẫn còn 1 bàn chân của viên phi công đã chết. Sadik nói thêm rằng một số mảnh vỡ đã được gửi cho lực lượng tình báo không quân Iraq ở Baghdad. Và 12 năm sau, vào năm 2003, quân đội Mỹ đã cướp phá văn phòng và phá hủy phần còn lại của F-15 để xóa dấu vết.
Trong trận Không chiến Samurra (30/1/1991), 2 chiếc MiG-25 của Iraq đã tiếp cận 2 chiếc F-15C của Không quân Mỹ và bắn tên lửa. 1 chiếc F-15C bị trúng tên lửa R-40RD phóng từ cự ly 20 km, phía Iraq tuyên bố chiếc F-15 này đã bị rơi tại Ả-rập Saudi và xác máy bay được người du mục Bedouin tìm thấy, nhưng phía Mỹ thì phủ nhận và cho rằng chiếc F-15C tuy bị hư hại nặng (cháy 1 động cơ bên trái) nhưng đã không rơi. 
Năm 1994, hai chiếc UH-60 Black Hawk của Quân đội Mỹ đã bị những chiếc F-15C của Không quân bắn hạ tại vùng cấm bay ở Iraq trong một vụ bắn nhầm.
Những chiếc F-15C của Không quân Mỹ cũng đã bắn hạ 4 chiếc MiG-29 của Nam Tư trong Chiến dịch Lực lượng Đồng minh can thiệp vào Kosovo của NATO năm 1999.

### Không quân Hoàng gia Ả Rập Saudi
Các phi công F-15C của Không quân Hoàng gia Ả Rập Xê Út đã bắn hạ hai chiếc F-4E Phantom II thuộc Không quân Iran trong cuộc tranh chấp biên giới tháng 6 năm 1984.
Ngày 11 tháng 11 năm 1990, một phi công của Không quân Hoàng gia Ả Rập Xê Út (RSAF) đã đào thoát tới Sudan với một chiến đấu cơ F-15C trước khi diễn ra Chiến dịch Lá chắn Sa mạc, bởi phi công này không muốn chiến đấu chống lại 1 nước Ả rập khác. Ả Rập Xê Út sau đó đã trả 40 triệu đôla Mỹ cho việc chuộc lại máy bay ba tháng sau đó.
Một chiếc F-15 của Không quân Hoàng gia Ả Rập Saudi bắn hạ hai chiếc Mirage F-1 của Iraq trong chiến dịch Bão táp Sa Mạc. Theo Ả Rập Xê Út, một chiếc F-15C của họ đã bị mất trong một cuộc đụng độ trong Chiến tranh Vùng Vịnh vào năm 1991. Không quân Iraq khẳng định chiếc máy bay chiến đấu này là một trong hai chiếc F-15C đã đụng độ với hai chiếc MiG-25PD của Iraq, chiếc F-15 đã bị bắn trúng bởi tên lửa R-40 của MiG-25 trước khi rơi xuống.

### Diệt vệ tinh

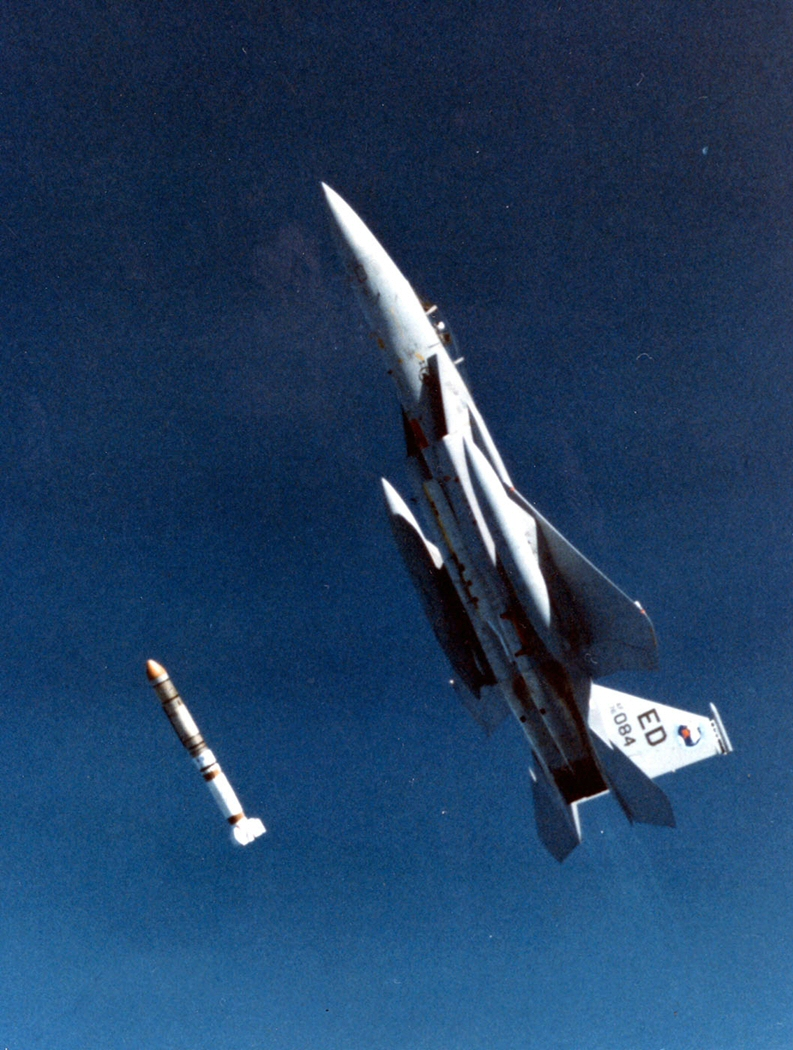
Thử nghiệm phóng ASM-135.

Từ tháng 1 năm 1984 tới tháng 9 năm 1986, một chiếc F-15A đã được dùng làm bệ phóng cho năm tên lửa ASM-135 ASAT. Chiếc F-15A đạt tốc độ Mach 1.22, 3.8 g góc lên 65° và phóng tên lửa ASAT ở độ cao 38.100 feet (11.6 km). Máy tính của F-15A được nâng cấp để điều khiển vọt lên và phóng tên lửa. Chuyến bay thử nghiệm thứ ba có mục tiêu là một vệ tinh viễn thông đã ngừng hoạt động ở quỹ đạo 345 dặm (555 km), và đã tiêu diệt thành công bằng năng lượng động lực vuông góc. Viên phi công, Thiếu tá Wilbert D. "Doug" Pearson thuộc Không lực Hoa Kỳ, đã trở thành phi công duy nhất tiêu diệt một vệ tinh.
Tên lửa ASAT được thiết kế để trở thành một vũ khí chống vệ tinh tầm xa, và F-15A là phương tiện thực hiện giai đoạn đầu tiên. Liên Xô có thể xác định một vụ phóng tên lửa của Hoa Kỳ khi mất một vệ tinh do thám, nhưng một chiếc F-15 mang theo một tên lửa ASAT có thể lẫn mất trong hàng trăm những cuộc xuất kích khác của F-15.

### Lỗi cấu trúc thân
Tất cả các máy bay F-15 trong Không Quân Mỹ đều bị ngưng bay sau khi một chiếc F-15C của đội Không quân Phòng vệ quốc gia bang Missouri bị vỡ đôi và rơi ngày 2 tháng 11 năm 2007. Báo cáo điều tra tai nạn của Không quân Mỹ ngày 28 tháng 11 năm 2007 cho biết hệ thống sóng dọc liên kết thân máy bay với buồng lái, ống hút gió là nguyên nhân gây vỡ thân máy bay.
Các máy bay F-15 từ phiên bản A-D đều bị ngừng bay để kiểm tra. Việc này gây sức ép không nhỏ đến hoạt động tuần tra trên không. Một số bang phải dùng tới các máy bay chiến đấu khác và toàn vùng Alaska phải nhờ hỗ trợ từ Không Quân Canada.
Ngày 8 tháng 1 năm 2008, Bộ tư lệnh Không quân Tác chiến (ACC) đã dỡ bỏ lệnh ngừng bay và vẫn áp dụng một số hạn chế bay vì có 9 trường hợp gặp vấn đề về sóng dọc tương tự nên các máy bay F-15 cần được kiểm tra kỹ và sửa chữa khắc phục. Lúc này Tướng John D.W.Corley nói rằng "Tương lai của F-15 đang được nghi vấn". Tuy nhiên, đến 15 tháng 2 năm 2008, việc cấm bay và kiểm tra được dỡ bỏ hoàn toàn, F-15A/B/C/D được hoàn toàn cất cánh bay trở lại.

### Tương lai
Phiên bản F-15C/D trong Không quân Mỹ được dự định thay thế bằng loại F-22 Raptor. Tuy nhiên, F-22 lại quá đắt đỏ và số lượng chế tạo chỉ có 187 chiếc, quá ít để thay thế toàn bộ số F-15. Do vậy, chiếc F-15E vẫn sẽ còn hoạt động trong nhiều năm tới bởi vai trò không đối đất riêng biệt cũng như thời gian bay của thân máy bay còn thấp. 18 chiếc F-15C của Không quân Hoa Kỳ đã được trang bị radar Quét Mạng Điện tử Chủ động (AESA) AN/APG-63(V)2 và được dự định hoạt động tiếp trong Không quân Mỹ tới sau năm 2020. Không quân Hoàng gia Ả Rập Xê Út đã mua nhiều phi đội F-15S tầm xa, Hàn Quốc đang mua những chiếc F-15K phiên bản cải tiến, và Singapore đang mua biến thể F-15SG.
Đang có cuộc tranh luận tại Hoa Kỳ liên quan tới việc có nên hiện đại hoá F-15 hay cho nghỉ hưu. Điều này một phần vì chi phí F-22 Raptor thay thế cho F-15 với tỷ lệ 1/1 sẽ là quá lớn (có lẽ chỉ ở tỷ lệ 1/3). Vì thế F-15 có thể được giữ lại với vai trò hỗ trợ để Không quân Mỹ không gặp nhiều bất lợi trong những cuộc xung đột trong tương lai. Những cải tiến như vậy có thể sẽ gồm radar AESA, Hệ thống xử lý tín hiệu trên mũ bay (JHMCS), các cải tiến giảm phản hồi radar, hay thay động cơ điều chỉnh hướng phụt.
Ngày 26 tháng 9 năm 2006, tại cuộc Triển lãm Air Force Association's Air & Space Conference and Technology Exposition tại Washington D.C., Không quân Mỹ đã thông báo kế hoạch nâng cấp 178 chiếc F-15C của họ với radar AESA AN/APG-63(V)3. Ngoài ra, Không quân cũng dự định nâng cấp những chiếc F-15 với JHMCS. Không quân sẽ giữ lại 178 chiếc F-15C cùng 224 chiếc F-15E cho tới năm 2025.
Ả Rập Xê Út cũng đặt mua F-15 Silent Eagle (F-15SE) do Tập đoàn Boeing chế tạo với trị giá 30 tỷ USD. Quốc gia này cũng đã tuyên bố kế hoạch mua vũ khí, phương tiện kỹ thuật quân sự của Mỹ với tổng trị giá lên tới 60 tỷ USD.

## Tập trận
Dù giành thành tích cao trong không chiến, tuy nhiên đa số thành tích của F-15 là trước những loại máy bay đời cũ, trừ những chiếc MiG-29 cùng là thế hệ 4. Chưa bao giờ F-15 giao chiến với đối thủ thiết kế của nó là Sukhoi Su-27 và Su-30 của Nga. Tuy nhiên, F-15 đã có một số cuộc tập trận với phiên bản Su-30MKI và Su-30K của không quân Ấn Độ.
Năm 2002, các chuyên gia tạp chí Mỹ Aviation Week&Space Technology là ông David A. Fulghum và Douglas Barrie đã nêu phân tích của mình rằng “Lần nào Su-30MK cũng đánh bại F-15C (Su-30MK Beats F-15C Every Time), trong đó viết rằng, trong các trận tập không chiến diễn ra trên bầu trời St Louis (một cơ sở bay thử nghiệm của công ty Boeing Mỹ), Su-30 đã giành ưu thế trước F-15 nhờ khả năng cơ động cao của mình.
Tại cuộc tập trận Cope India 2004, các tiêm kích Su-30MKI của Không quân Ấn Độ (IAF) đã thực hiện các trận đánh tập kiểm tra chống các tiêm kích F-15C của Không quân Mỹ (USAF). Kết quả đáng kinh ngạc là 9:1 nghiêng về phía các phi công Ấn Độ (cứ 9 chiếc F-15 bị bắn hạ thì mới diệt được 1 chiếc Su-30MKI). Một sĩ quan Không quân Mỹ cho biết: phi công Ấn Độ đã điều khiển chiếc Su-30MKI thực hiện thao tác cơ động “Rắn hổ mang Pugachev”, giảm tốc độ xuống bằng 0 trong khoảng thời gian vài giây khiến radar trên khoang chiến đấu cơ Mỹ bị mất dấu đối thủ, và đó là khoảng thời gian đủ để Su-30 tiêu diệt F-15.
Phía Mỹ giải thích rằng luật chơi hạn chế khả năng thắng của họ. Phía Ấn Độ khi tập trận đã lấy 18 chiếc máy bay (gồm 6 chiếc Su-30 MKI và 12 chiếc MiG-21 Bison) để đấu với 6 chiếc F-15C của Mỹ và phía Ấn Độ cũng yêu cầu Mỹ không được dùng radar AESA. Mỹ cũng không được mô phỏng bắn tên lửa ngoài tầm nhìn (BVR) (do yêu cầu của Ấn Độ không sử dụng tên lửa tầm xa AMRAAM) và người Ấn đã gửi các phi công giàu kinh nghiệm nhất của mình để chiến đấu chống lại người Mỹ trong khi phía Mỹ chọn một phi đội tiêu chuẩn có sự kết hợp giữa các phi công có kinh nghiệm và chưa có kinh nghiệm. Phi công Mỹ cũng cho rằng một loại máy bay khác của đối thủ cũng rất ghê gớm với F-15 là MiG-21 Bison, một phiên bản nâng cấp của MiG-21 sản xuất tại Nga, do loại máy bay này có độ bộc lộ radar thấp, vận tốc cao và rất linh hoạt
Cuộc tập trận Cope India-2004 lần 2 có sự tham gia của máy bay Su-30K, phiên bản trang bị radar kiểu cũ N001 dành cho các thế hệ đầu tiên của Su-27/30. Lần này cả hai bên đều được mô phỏng bắn tên lửa ngoài tầm nhìn (BVR). Mặc dù Su-30K có thông số kỹ chiến thuật thua sút hẳn so với Su-30MKI, nhưng máy bay đã thể hiện khả năng tác chiến hiệu quả so với các máy bay Mỹ F-15C. Su-30 chiếm ưu thế đến 90% trong các trận cận chiến trên không là điều không gây sự bất ngờ lớn, do các tính năng khí động học của Su-30 hơn hẳn F-15. Tuy nhiên, Su-30K đã gây sự ngạc nhiên lớn khi chiếm ưu thế trong các trận không chiến tầm trung ngoài tầm nhìn (BVR). Phi công Ấn Độ, sử dụng tất cả những tính năng kỹ thuật của radar N001, đã dành chiến thắng trước F-15 khi quyết định phóng các tên lửa tầm trung trong chế độ dẫn đường tấn công nhiều mục tiêu cùng một lúc. Kết quả này khiến Mỹ phải đẩy nhanh việc chế tạo loại máy bay F-22 Raptor để thay thế F-15
Trong cuộc tập trận Cope India 2005, bản tin Inside Air Force của Không quân Mỹ sau đó đã nêu những số liệu gây kinh ngạc: các máy bay Su-30MKI, MiG-27, MiG-29 và thậm chí cả MiG-21 (bản cải tiến Bison) của không quân Ấn Độ đã thắng lợi với tỷ số cao trước các loại máy bay chủ lực của Không quân Mỹ là F-15C/D Eagle. Trong đó, Su-30MKI đã giành thắng lợi trong đa số các cuộc giao chiến với cả F-16 và F-15 của Không quân Mỹ. Washington ProFile đã gọi thành công của các máy bay Nga là “điều hoàn toàn bất ngờ” đối với các phi công Mỹ.
Theo chuyên gia Simha, sự yếu kém của các phi công Mỹ trong tập trận cũng là do các chiến thuật đã cũ kỹ của họ, vốn được sử dụng trong các cuộc không chiến từ thời Chiến tranh Lạnh.
Sau cuộc tập trận không quân Red Flag 2008 tại Mỹ, tạp chí hàng không uy tín của Anh Flight đã tổ chức cho các độc giả website của mình bầu chọn loại máy bay tiêm kích tốt nhất thế giới từ một danh sách 3 ứng cử viên hàng đầu là Su-30MKI, F-15 và F-22 Raptor. Kết quả là Su-30MKI đã được bầu chọn là loại máy bay tiêm kích tốt nhất thế giới khi giành được 59% số phiếu bầu; so với 37% của F-22 và 4% của F-15.
Tháng 4-2012, trong đợt huấn luyện chiến đấu của không quân đa quốc gia tại Malaysia, Su-30MKM đã giành thắng lợi liên tiếp khi đối đầu với các máy bay khác tham gia huấn luyện không chiến. Trong một tình huống luyện tập, Su-30MKI phải đấu với F-15C của không quân Mỹ cất cánh từ căn cứ Okinawa của Nhật Bản lên đánh chặn. hai loại máy bay tiến hành không chiến và Su-30MKI đã bắn hạ mục tiêu F-15C. Chỉ huy trưởng của liên đội không quân số 18 của Mỹ đã thán phục Su-30MKI vì đã thể hiện tính năng cơ động và khả năng tác chiến tuyệt vời so với các loại máy bay đồng hạng.

## Tai nạn
Tổng cộng 199 chiếc F-15 đã gặp tai nạn tính từ năm 1977 tới tháng 6 năm 2020, trong đó 186 chiếc bị phá hủy hoàn toàn (trung bình mỗi năm có 4,33 chiếc bị phá hủy). So với 1.712 chiếc F-15 được chế tạo thì tỷ lệ bị phá hủy do tai nạn là 10,9%. Đây là tỷ lệ thấp hơn so với F/A-18 Hornet (tỷ lệ bị phá hủy do tai nạn là 13,1%) và F-16 Fighting Falcon (tỷ lệ bị phá hủy do tai nạn là 14,6%). Chiếc máy bay F-15 được Mỹ cho là đáng tin cậy, tỷ lệ là 1 lần tai nạn trên 50.000 giờ bay. Tuy nhiên, nếu so sánh với đối thủ của Nga là Su-27 thì tỷ lệ tai nạn của F-15 vẫn cao hơn rất nhiều (tỷ lệ tai nạn của Su-27 chỉ là 4%).

### Các vụ tai nạn đáng chú ý
- Vào ngày 1 tháng 5 năm 1983, một chiếc F-15D của Không lực Israel va chạm trên không với máy bay A-4 Skyhawk trong một chuyến bay huấn luyện, làm cho cánh phải của F-15 bị hỏng gần như hoàn toàn. Mặc dù thiệt hại, phi công đã có thể hạ cánh được xuống một căn cứ không quân gần đó và an toàn - mặc dù tốc độ hạ cánh bình thường tăng gấp đôi. Máy bay sau đó đã được sửa chữa và đưa vào quay lại chiến đấu.[36]
- Ngày 19 tháng 3 năm 1990, một chiếc F-15 từ Phi đội 3rd Wing được đóng tại căn cứ Elmendorf, Alaska vô tình bắn một tên lửa Sidewinder AIM-9M vào một chiếc F-15 khác. Máy bay bị hư hỏng và phải hạ cánh khẩn cấp; nó đã được sửa chữa và quay lại phục vụ.[36]
- Vào ngày 22 tháng 11 năm 1995, khi huấn luyện đánh chặn trên không trên biển Nhật Bản, một chiếc Mitsubishi F-15J của Nhật do Trung úy Tatsumi Higuchi đã bị bắn hạ bởi tên lửa tầm xa AIM-9L Sidewinder từ máy bay yểm trợ. Phi công thoát ra một cách an toàn. Cả hai chiếc F-15J tham gia đều thuộc phi đội chiến đấu cơ chiến thuật JASDF 303, căn cứ Komatsu [37]
- Vào ngày 26 tháng 3 năm 2001, hai chiếc F-15C của Không lực Hoa Kỳ đã rơi gần đỉnh Ben Macdui tại Cairngorms trong một cuộc tập trận bay thấp ở Tây Nguyên Scotland. Cả Trung tá Kenneth John Hyvonen và Thượng úy Kirk Jones qua đời trong vụ tai nạn, kết quả là một tòa án quân sự cho một nhân viên thuộc bộ điều khiển không lưu của Không quân Hoàng gia Anh, người sau này đã được tuyên bố không có tội.[38][39]
- Vào ngày 2 tháng 11 năm 2007, một chiếc F-15C 27 năm tuổi mang số hiệu AF Ser. 80-0034 của Phi đội 131, Không lực Quốc phòng Missouri, đã bị đâm trong vụ tai nạn sau khi máy bay thất bại trong cuộc huấn luyện chiến đấu gần St. Louis, Missouri. Phi công, Thiếu tá Stephen W. Stilwell, đã kịp thoát ra nhưng bị thương nặng. Vào ngày 3 tháng 11 năm 2007, tất cả các phi cơ F-15 quan trọng nhưng không phải thực hiện nhiệm vụ đã được yêu cầu ngừng bay cho đến khi có kết quả điều tra vụ tai nạn.[40][41] Vào ngày 13 tháng 11 năm 2007, hơn 1.100 chiếc F-15 trên toàn thế giới đã được yêu cầu ngừng bay sau khi Israel, Nhật Bản và Ả Rập Xê Út nâng cấp máy bay của họ..[42] F-15Es were cleared on ngày 15 tháng 11 năm 2007 pending individual inspections.[43] F-15E đã được tuyên bố an toàn vào ngày 15 tháng 11 năm 2007 trong khi kiểm tra riêng lẻ.[43] Vào ngày 8 tháng 1 năm 2008, không quân Mỹ đã cho phép 60% của các máy bay F-15A / B / C / D quay lại phục vụ.[44] Vào ngày 10 tháng 1 năm 2008, hội đồng duyệt xét tai nạn đã công bố bản báo cáo, cho rằng vụ tai nạn xảy ra do trong thời gian dài máy bay này không đáp ứng được các yêu cầu kỹ thuật.[45] Vào ngày 15 tháng 2 năm 2008, Không quân đã cho phép tất cả các chiếc F-15 cho quay lại hoạt động,[46]. Tháng 3 năm 2008, Stilwell đã đệ đơn khởi kiện chống lại hãng Boeing.

- Vào ngày 20 tháng 2 năm 2008, hai chiếc F-15C của Phi đội số 58, Phi cơ chiến đấu 33 tại Căn cứ Eglin, Florida, bay bởi Trung úy Ali Jivanjee và Thượng úy Tucker Hamilton đã va chạm khi bay qua vịnh México trong một nhiệm vụ đào tạo. Cả hai phi công đều đã thoát ra ngoài kịp và được giải cứu, nhưng một người tử vong sau đó do bị thương.[47] Báo cáo điều tra tai nạn phát hành ngày 25 tháng 8 năm 2008 cho thấy tai nạn là kết quả do lỗi của hai phi công. Cả hai phi công đều không thể phán đoán rõ đường bay của mình và dự đoán được tốc độ bay trung bình họ, theo như Chuẩn tướng Joseph Reynes Jr., lãnh đạo của đội điều tra.[48]

## Biến thể

### Các mẫu căn bản

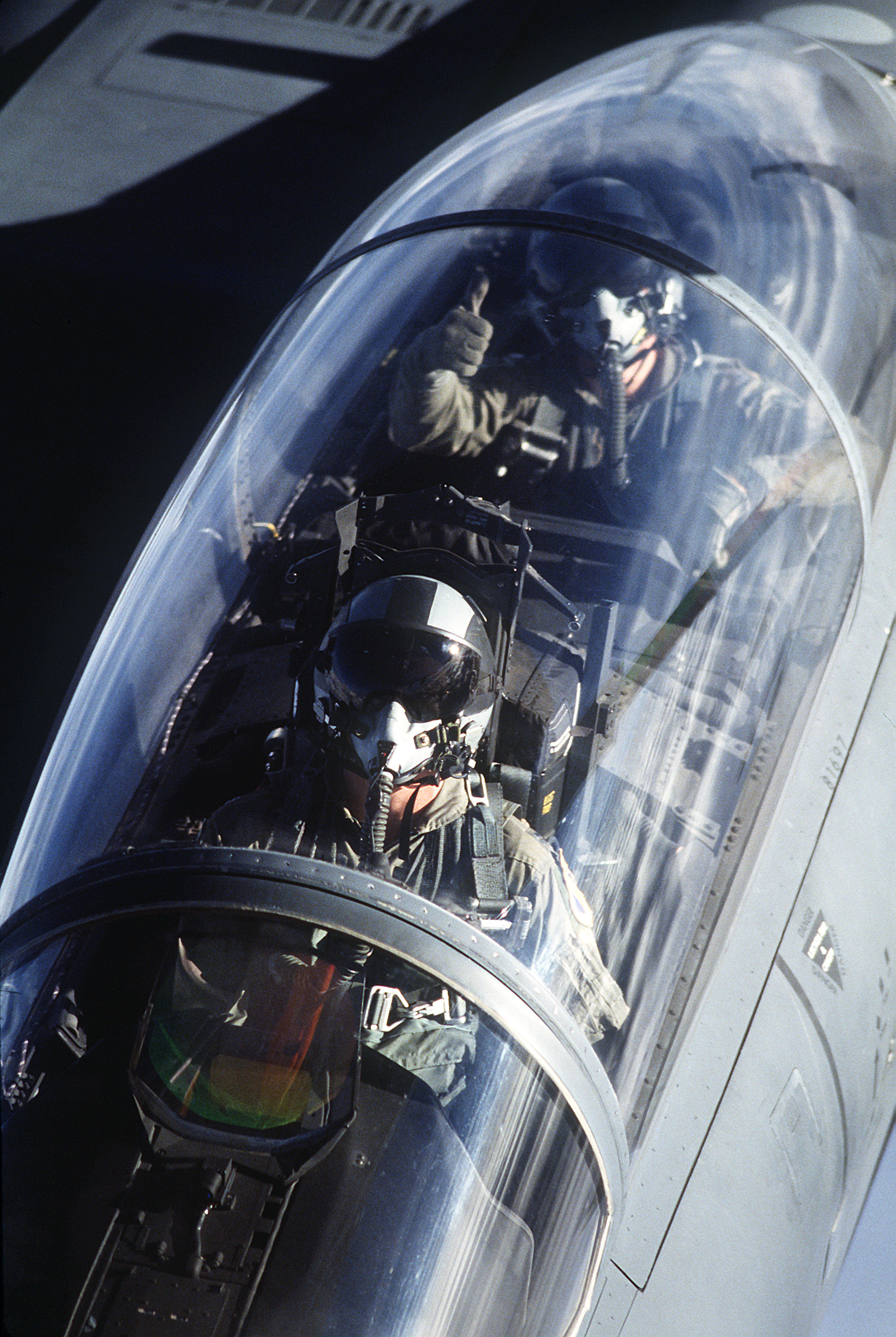
Góc nhìn buồng lái chiếc F-15E từ máy bay tiếp dầu trên không.

F-15A
Phiên bản máy bay chiến đấu giành ưu thế trên không, một chỗ ngồi, mọi thời tiết. Được sản xuất từ năm 1972 - 1979. Để phân biệt giữa F-15A và F-15C, trên cánh đuôi đứng của F-15A có đánh số hiệu bắt đầu từ các số 73-77.
F-15B
Phiên bản huấn luyện hai chỗ ngồi. Tên định danh chính thức TF-15A. Được sản xuất từ năm 1972 - 1979. Để phân biệt giữa F-15B và F-15D, trên cánh đuôi đứng của F-15B có đánh số hiệu bắt đầu từ các số 73-77.
F-15C
Phiên bản máy bay tiêm kích chiếm ưu thế trên không 1 chỗ ngồi với một số cải tiến ở hệ thống điện tử hàng không và mang thêm 900 kg nhiên liệu, được sản xuất từ năm 1979 - 1985. Để phân biệt giữa F-15C và F-15A, trên cánh đuôi đứng của F-15C có đánh số hiệu bắt đầu từ các số 78-86.
F-15D
Phiên bản máy bay huấn luyện 2 chỗ ngồi với hệ thống điện tử hàng không và khả năng mang nhiên liệu tương tự F-15C, được sản xuất từ năm 1979 - 1985. Để phân biệt giữa F-15D và F-15B, trên cánh đuôi đứng của F-15D có đánh số hiệu bắt đầu từ các số 78-86.
F-15J
Phiên bản máy bay một chỗ ngồi, mọi thời tiết cho Lực lượng Phòng không Nhật Bản chế tạo theo giấy phép tại Nhật bởi Mitsubishi.
F-15DJ
Phiên bản huấn luyện hai chỗ ngồi cho Lực lượng Phòng không Nhật Bản. Được chế tạo theo giấy phép ở Nhật bởi Mitsubishi.
F-15N Seagle
Biến thể đề xuất hoạt động trên tàu sân bay; được xem xét thay thế cho F-14 Tomcat trong Hải quân Mỹ.

#### F-15E Strike Eagle
Phiên bản tấn công tầm xa và tấn công mặt đất mọi thời tiết, hai chỗ ngồi cho Không quân Mỹ.
F-15F Strike Eagle
Phiên bản một chỗ ngồi đề xuất của F-15E.
F-15H Strike Eagle
Phiên bản xuất khẩu của F-15E Strike Eagle cho Không quân Hy Lạp.
F-15I Ra'am (Thunder)
Phiên bản cải tiến của F-15E Strike Eagle cho Không quân Israel.
F-15K Slam Eagle
Phiên bản cải tiến của F-15E Strike Eagle cho Không quân Hàn Quốc.
F-15S Strike Eagle
Phiên bản xuất khẩu của F-15E Strike Eagle cho Không quân Hoàng gia Ả Rập Xê Út.
F-15SG Strike Eagle
Phiên bản cải tiến của F-15E Strike Eagle cho Không quân Cộng hòa Singapore. Biến thể trước kia được đặt tên F-15T.

### Nghiên cứu và thử nghiệm

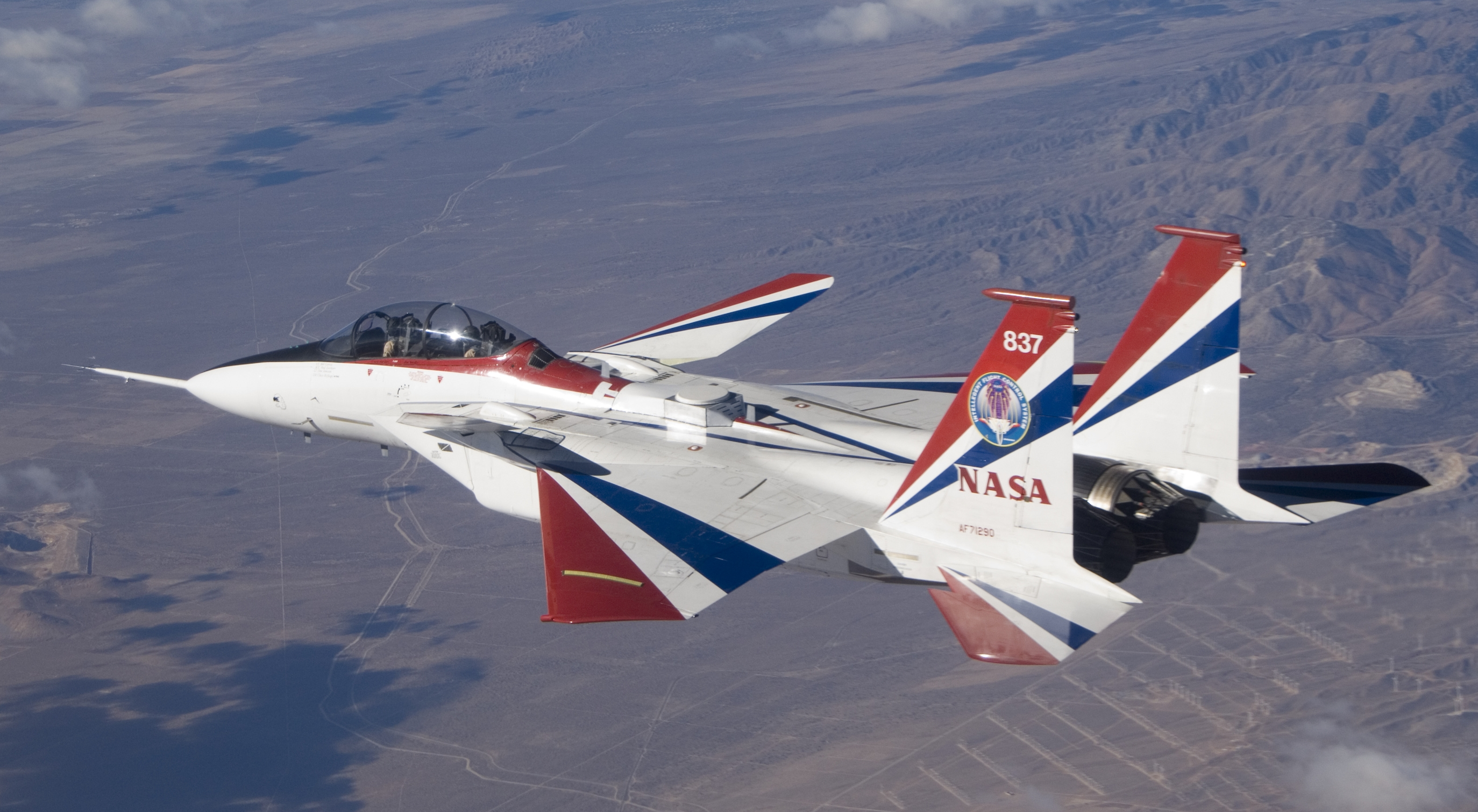
NASA F-15 IFCS đang bay.

F-15 Streak Eagle
Một chiếc F-15A không sơn và dấu hiệu, trình diễn khả năng tăng tốc của máy bay - phá vỡ tám kỷ lục thế giới về tốc độ lên trong khoảng thời gian 16 tháng 1 và 1 tháng 2 năm 1975  Lưu trữ ngày 13 tháng 1 năm 2009 tại Wayback Machine.
F-15S/MTD
Một chiếc TF-15A đã được chuyển đổi làm máy bay thí nghiệm cất hạ cánh đường băng ngắn và kỹ thuật thao diễn.
F-15 ACTIVE
Một chiếc F-15S/MTD đã được chuyển đổi thành máy bay nghiên cứu kỹ thuật điều khiển hiện đại.
F-15 IFCS
Một chiếc F-15 ACTIVE đã được chuyển đổi thành máy bay nghiên cứu các hệ thống điều khiển bay thông minh.
F-15 MANX
Một biến thể không có đuôi của F-15 ACTIVE.

## Các quốc gia sử dụng
về các biến thể dựa trên F-15E.
 Israel

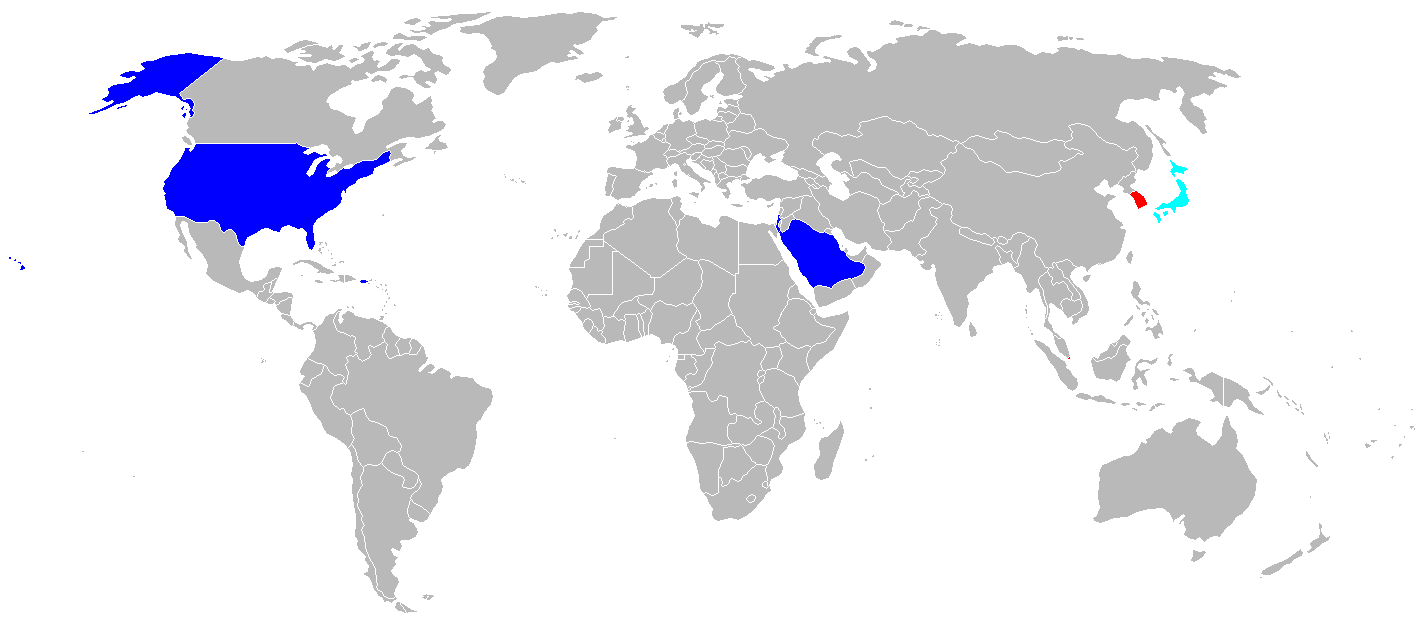
Các bên sử dụng F-15 hiện tại màu xanh nhạt, F-15E màu đỏ, cả hai màu xanh đậm

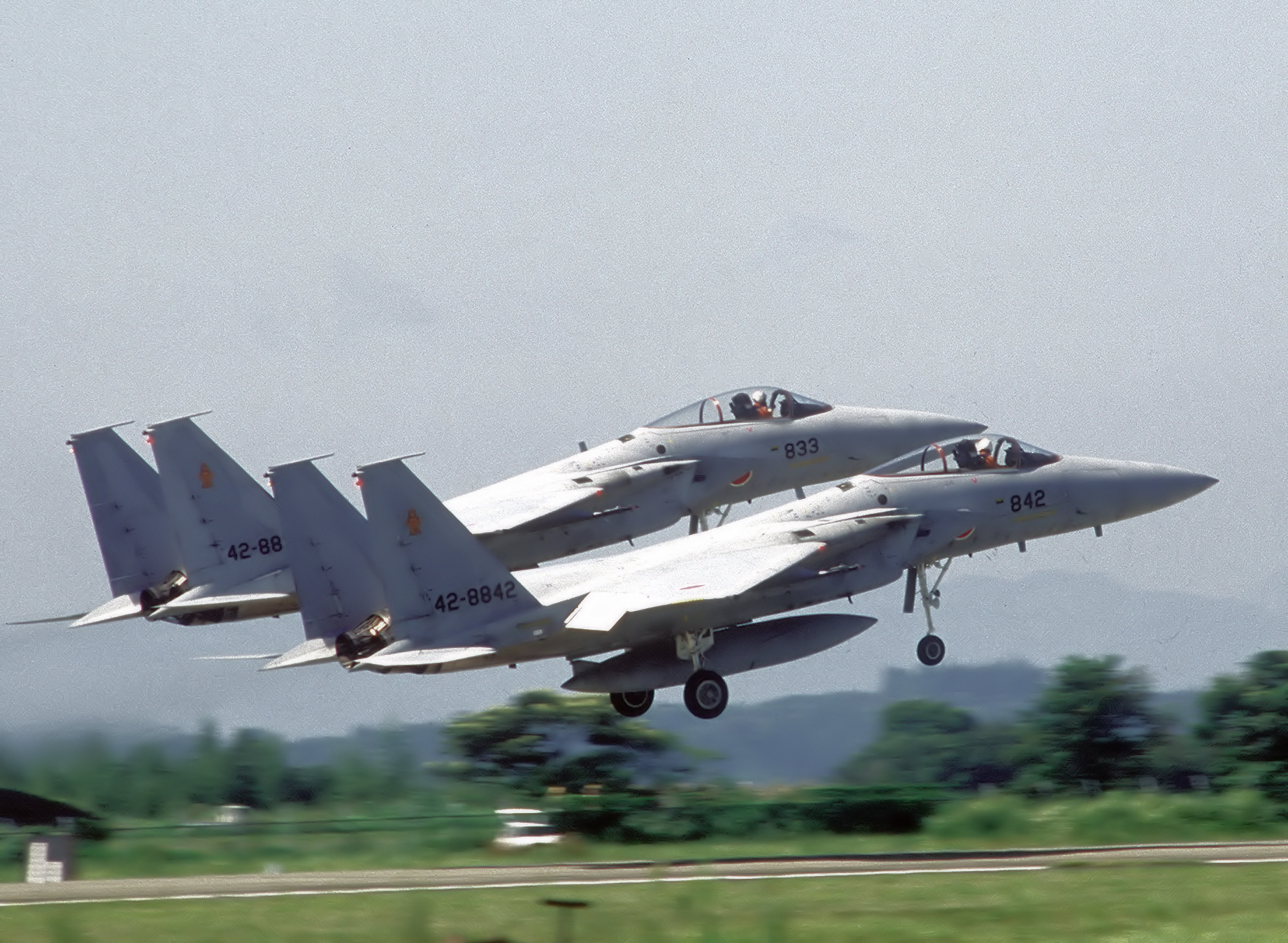
Hai chiếc F-15J Eagle thuộc Phi đội 202, Không lực Phòng vệ Nhật Bản, cất cánh đội hình trong cuộc tập trận chung Mỹ/Nhật Cope North 85-4, tháng 8 năm 1985.

- Không quân Israel đã sử dụng F-15 từ năm 1977. Những chiếc máy bay này hiện được tổ chức vào hai phi đội F-15A/B và một phi đội F-15C/D. 25 chiếc F-15A/B đầu tiên được Không quân Hoa Kỳ chỉnh sửa và nâng cấp, trang bị cho phi đội 133 của Không quân Israelrd. Gói thứ hai đã tạm thời bị cấm vì cuộc Chiến tranh Liban năm 1982.[49]

 Nhật Bản
- Không lực Phòng vệ Nhật Bản đã mua 203 chiếc F-15J và 20 chiếc F-15DJ từ năm 1981, trong số đó 2 chiếc F-15J và 12 chiếc F-15DJ được sản xuất tại Hoa Kỳ số còn lại bởi Mitsubishi theo giấy phép. Những chiếc máy bay này hiện thuộc biên chế của 2 Hikotai (liên đội) - Căn cứ Không quân Chitose, 1 liên đội gồm 5 Phi đội - Căn cứ không quânNyutabaru, 1 liên đội gồm 6 Phi đội - Căn cứ không quân Komatsu, 2 liên đội gồm 7 Phi đội - Căn cứ không quân Hyakuri và 1 liên đội gồm 8 Phi đội - Căn cứ không quân Tsuiki. Tháng 6 năm 2007, Không lực Phòng vệ Nhật Bản đã quyết định nâng cấp một số chiếc F-15 với radar mở nhân tạo; những chiếc máy bay này sẽ thay thế những chiếc RF-4 hiện đang hoạt động.[50]

 Ả Rập Xê Út
- Không quân Hoàng gia Ả Rập Xê Út đã điều hành 4 liên đội F-15C/D (55/19) từ năm 1981. Chúng đóng tại các căn cứ không quân Dhahran, Khamis Mushayt và Taif. Một quy định trong Thỏa thuận Trại David hạn chế số lượng F-15 của Ả Rập Xê Út ở con số 60, phi công của Không quân Hoàng gia Ả Rập Xê Út được huấn luyện tại Căn cứ không quân Luke. Quy định giới hạn này sau đó đã được bãi bỏ.

 Hoa Kỳ
- Không lực Hoa Kỳ hiện sử dụng 396 chiếc F-15C/D.[51]
- Không lực Vệ binh Quốc gia (ANG: Air National Guard) đang sử dụng 126 chiếc F-15C/D (2006).[51]

## Thông số kỹ thuật (F-15C Eagle)
Nguồn tham khảo: Jane's All the World's Aircraft

### Thông số chung
- Đội bay: 1
- Dài: 19,44 m (63.8 ft)
- Sải cánh: 13 m (42.8 ft)
- Cao: 5,6 m (18.5 ft)
- Diện tích cánh: 56,5 m² (608 ft²)
- Cánh máy bay: NACA 64A006.6 root, NACA 64A203 tip
- Trọng lượng không tải: 14.100 kg (31.744 lb)
- Trọng lượng có tải: 20.200 kg (44.500 lb)
- Trọng lượng cất cánh tối đa: 30.845 kg (68.000 lb)
- Động cơ: 2 × động cơ Pratt & Whitney F100-100,-220 hay -229 turbo cánh quạt có tăng áp, lực đẩy 77,62 kN (17.450 lbf); lực đẩy khi có tăng áp: 111.2 kN (25.000 lbf) đối với kiểu động cơ -220, 129.0 kN (29.000 lbf) đối với kiểu động cơ -229

### Đặc tính bay
- Vận tốc cực đại:
  - Cao độ thấp: Mach 1.2 (900 mph, 1.450 km/h)
  - Cao độ cao: Mach 2.5 (1.875 mph, 2787 km/h)
- Tầm bay xa 4700 km (3.000 nm, 3.500 mi) với thùng nhiên liệu phụ
- Trần bay: 20.000 m (65.000 ft)
- Vận tốc lên cao: 254 m/s (50.000 ft/min)
- Áp lực cánh: 358 kg/m² (73.1 lb/ft²)
- Lực đẩy/khối lượng: 1.12 (-220), 1.30 (-229)

### Vũ khí
4 đế trên cánh, 4 đế trên thân, 2 đế đầu chót cánh, mang được tối đa 7.300 kg (16.000 lb) bom và vũ khí các loại
- Pháo: 1× M61 Vulcan 20 mm (0.787 in) Gatling gắn trong thân, 940 quả đạn
- Tên lửa không đối không:
  - 4 tên lửa AIM-120 AMRAAM
  - 4 tên lửa AIM-9 Sidewinder
  - hay 8 tên lửa AMRAAM

### Thiết bị điện tử
- Radar:
  - Raytheon AN/APG-63 hay AN/APG-70 hoặc
  - Raytheon AN/APG-63(V)2 Active Electronically Scanned Array (AESA)
- Thiết bị phòng thủ:
  - Bộ phân tích tín hiệu AN/APX-76 IFF
  - Bộ radar cảnh báo AN/ALQ-128
  - Radar cảnh báo tiếp nhận AN/ALR-56
  - Hệ thống phòng thủ bên trong ALQ-135
  - Bộ phát pháo sáng AN/ALE-45

### Máy bay có liên quan
- F-15E Strike Eagle
- F-15S/MTD

### Máy bay tương tự
- Dassault Rafale
- Eurofighter Typhoon
- F-14 Tomcat
- F/A-18E/F Super Hornet
- Panavia Tornado
- Mikoyan MiG-31
- Mikoyan MiG-35
- Sukhoi Su-27
- Sukhoi Su-35
- Sukhoi Su-37